# Рике Мелер Педерсен
Рике Мелер Педерсен (дан. Rikke Møller Pedersen; рођена 9. јануара 1989. у Оденсеу, Данска) данска је пливачица чија специјалност је пливање прсним стилом, углавном на деоницама од 100 и 200 метара. Педерсенова такође често наступа и у мешовитим штафетама. Вишеструка је првакиња Данске и власниц актуелног светског рекорда на 200 метара прсно у великим базенима (2:19,11 минута постигнут у полуфиналу Светског првенства 2013). 
Први значајнији резултат на међународној сцени у каријери Педерсенова је остварила на европском првенству у кратким базенима 2009. године, где је освојила златну медаљу у трци на 200 метара прсним стилом. Већ наредне године осваја бронзану медаљу на светском првенству у истој дисциплини, такође у малим базенима, а потом долази и до првих сениорских медаља на стандардним базенима (сребро и бронза на ЕП у Будимпешти 2010). 
Највећи успех у каријери остварила је на Светском првенству 2013. у Барселони где је у трци на 200 метара прсно освојила сребрну медаљу, али и поставила нови светски рекорд (у полуфиналу). Две године касније, на СП 2015. у руском Казању , у истој дисциплини осваја бронзану медаљу. 
Педерсенова је била члан олимпијске репрезентације Данске на Летњим олимпијским играма 2012. у Лондону, а најбољи резултат је остварила у трци на 200 прсно где је заузела 4. место у финалу. 